# Imolese Calcio 1919 2018-2019
Questa voce raccoglie le informazioni riguardanti l'Imolese Calcio 1919 nelle competizioni ufficiali della stagione 2018-2019.

## Divise e sponsor
Lo sponsor tecnico per la stagione 2018-2019 è Erreà, mentre lo sponsor ufficiale è Arredoquattro.
| Casa | Trasferta | Terza divisa |

## Organigramma societario
Area direttiva
- Presidente: Lorenzo Spagnoli
- Vicepresidente: Fiorella Poggi
- Direttore generale: Marco Montanari

Area organizzativa
- Segretario generale: Elisa Tassinari
- Team manager: Leo Mosesohn

Area comunicazione
- Ufficio stampa: Andrea Casadio

Area marketing
- Ufficio marketing: Marco Montanari

Area tecnica
- Direttore sportivo: Filippo Ghinassi
- Allenatore: Alessio Dionisi
- Allenatore in seconda: Massimiliano Sigolo
- Preparatore atletico: Fabio Spighi
- Preparatore dei portieri: Davide Bertaccini

Area sanitaria
- Medici sociali: Luciano Verardi

## Rosa
| N. |                     | Ruolo | Calciatore           |
| -- | ------------------- | ----- | -------------------- |
| 1  | Lettonia (bandiera) | P     | Kristaps Zommers     |
| 2  | Italia (bandiera)   | D     | Giacomo Sciacca      |
| 3  | Italia (bandiera)   | D     | Samuele Sereni       |
| 4  | Italia (bandiera)   | C     | Nicholas Bensaja     |
| 5  | Italia (bandiera)   | D     | Lorenzo Checchi      |
| 6  | Italia (bandiera)   | D     | Alessio Tissone      |
| 8  | Italia (bandiera)   | C     | Michele Valentini    |
| 10 | Italia (bandiera)   | C     | Luca Belcastro       |
| 11 | Italia (bandiera)   | C     | Mario Giannini       |
| 12 | Italia (bandiera)   | P     | Enrico De Gori       |
| 14 | Italia (bandiera)   | D     | Raul Zucchetti       |
| 17 | Italia (bandiera)   | A     | Eric Lanini          |
| 18 | Italia (bandiera)   | D     | Alessandro Garattoni |

| N. |                   | Ruolo | Calciatore        |
| -- | ----------------- | ----- | ----------------- |
| 19 | Italia (bandiera) | D     | Filippo Boccardi  |
| 20 | Italia (bandiera) | C     | Mario Gargiulo    |
| 21 | Italia (bandiera) | C     | Federico Carraro  |
| 22 | Italia (bandiera) | P     | Gian Maria Rossi  |
| 23 | Italia (bandiera) | C     | Andrea Rinaldi    |
| 24 | Italia (bandiera) | C     | Saber Hraiech     |
| 25 | Belgio (bandiera) | D     | Corentin Fiore    |
| 26 | Italia (bandiera) | D     | Filippo Carini    |
| 27 | Italia (bandiera) | A     | Simone Rossetti   |
| 28 | Italia (bandiera) | A     | Giuseppe Giovinco |
| 29 | Italia (bandiera) | C     | Nicola Mosti      |
| 30 | Italia (bandiera) | A     | Michael De Marchi |

## Risultati

### Play-off
| Arbitro: | Paterna (Teramo) |

|                    |           |                                |
| D'Errico 2’ (rig.) | Marcatori | 8’ Lanini 75’, 83’ Cappelluzzo |

| Arbitro: | Gariglio (Pinerolo) |

|               |           |                                            |
| De Marchi 72’ | Marcatori | 20’ (rig.), 90’ (rig.) D'Errico 42’ Lepore |

| Arbitro: | Santoro (Messina) |

|  |           |                               |
|  | Marcatori | 12’ Bertoncini 69’ F. Ferrari |

| Arbitro: | Meraviglia (Pistoia) |

|                |           |                                  |
| F. Ferrari 16’ | Marcatori | 12’ Rossetti 85’ (rig.) Giovinco |

### Coppa Italia
| Arbitro: | Curti (Milano) |

|  |           |               |
|  | Marcatori | 69’ De Marchi |

| Arbitro: | Marini (Roma) |

|                                |           |                   |
| Insigne 1’ Coda 9’ Improta 28’ | Marcatori | 53’ (aut.) Maggio |

### Coppa Italia Serie C
| Forlì 26 agosto 2018, ore 20:30 CEST Fase a gironi - 2ª giornata | Rimini              | 0 – 0 referto | Imolese | Stadio Tullo Morgagni (200 spett.)\| Arbitro: \| Angelucci (Foligno) \| |
| Arbitro:                                                         | Angelucci (Foligno) |               |         |                                                                         |

| Arbitro: | Kumara (Verona) |

|                                                          |           |                                     |
| Lanini 15’ Valentini 43’, 52’ Carini 75’ Belcastro 90+4’ | Marcatori | 32’ (aut.) Gargiulo 39’, 47’ Ronchi |

| Arbitro: | Paterna (Teramo) |

|                                               |           |                           |
| Lanini 42’, 68’ (rig.) Mosti 50’ Gargiulo 73’ | Marcatori | 13’ Luperini 52’ Fanucchi |

| Arbitro: | N. Marini (Trieste) |

|                          |           |               |
| Giovinco 70’ (rig.), 77’ | Marcatori | 32’ Jovanović |

| Arbitro: | Pashuku (Albano Laziale) |

|                           |           |                |
| Giovinco 60’ Boccardi 85’ | Marcatori | 42’ Latte Lath |

| Arbitro: | Di Cairano (Ariano Irpino) |

|          |           |  |
| Lora 24’ | Marcatori |  |

## Statistiche
Statistiche aggiornate al 2 giugno 2019.

### Statistiche di squadra
| Competizione         | Punti | In casa | In casa | In casa | In casa | In casa | In casa | In trasferta | In trasferta | In trasferta | In trasferta | In trasferta | In trasferta | Totale | Totale | Totale | Totale | Totale | Totale | DR  |
| Competizione         | Punti | G       | V       | N       | P       | Gf      | Gs      | G            | V            | N            | P            | Gf           | Gs           | G      | V      | N      | P      | Gf     | Gs     | DR  |
| -------------------- | ----- | ------- | ------- | ------- | ------- | ------- | ------- | ------------ | ------------ | ------------ | ------------ | ------------ | ------------ | ------ | ------ | ------ | ------ | ------ | ------ | --- |
| Serie C              | 62    | 17      | 10      | 8       | 1       | 30      | 13      | 19           | 5            | 9            | 5            | 21           | 20           | 38     | 15     | 17     | 6      | 51     | 33     | +18 |
| Play-off             | -     | 2       | 0       | 0       | 2       | 1       | 5       | 2            | 2            | 0            | 0            | 5            | 2            | 4      | 2      | 0      | 2      | 6      | 7      | -1  |
| Coppa Italia         | -     | 0       | 0       | 0       | 0       | 0       | 0       | 2            | 1            | 0            | 1            | 2            | 3            | 2      | 1      | 0      | 1      | 2      | 3      | -1  |
| Coppa Italia Serie C | -     | 4       | 4       | 0       | 0       | 13      | 7       | 2            | 0            | 1            | 1            | 0            | 1            | 6      | 4      | 1      | 1      | 13     | 8      | +5  |
| Totale               | -     | 23      | 14      | 8       | 3       | 44      | 25      | 25           | 8            | 10           | 7            | 28           | 26           | 50     | 22     | 18     | 10     | 72     | 51     | +21 |

### Andamento in campionato
| Giornata  | 1  | 2 | 3 | 4 | 5 | 6 | 7  | 8 | 9 | 10 | 11 | 12 | 13 | 14 | 15 | 16 | 17 | 18 | 19 | 20 | 21 | 22 | 23 | 24 | 25 | 26 | 27 | 28 | 29 | 30 | 31 | 32 | 33 | 34 | 35 | 36 | 37 | 38 |
| --------- | -- | - | - | - | - | - | -- | - | - | -- | -- | -- | -- | -- | -- | -- | -- | -- | -- | -- | -- | -- | -- | -- | -- | -- | -- | -- | -- | -- | -- | -- | -- | -- | -- | -- | -- | -- |
| Luogo     | C  | T | C | T | C | C | T  | C | T | C  | T  | C  | T  | T  | C  | T  | C  | T  | C  | T  | C  | T  | C  | T  | T  | C  | T  | C  | T  | C  | T  | C  | C  | T  | C  | T  | C  | T  |
| Risultato | N  | V | N | N | N | V | P  | V | N | V  | P  | N  | N  | P  | V  | V  | N  | N  | N  | N  | V  | V  | V  | P  | V  | N  | P  | V  | N  | N  | V  | P  | V  | N  | V  | N  | V  | N  |
| Posizione | 10 | 7 | 7 | 8 | 8 | 7 | 10 | 5 | 7 | 6  | 7  | 8  | 9  | 10 | 9  | 6  | 6  | 7  | 6  | 6  | 5  | 3  | 2  | 3  | 3  | 4  | 5  | 5  | 5  | 4  | 4  | 6  | 4  | 5  | 4  | 3  | 3  | 3  |

Fonte:  Serie C girone B – Classifica, su lega-pro.com.
Legenda:

Luogo: C = Casa; T = Trasferta. Risultato: V = Vittoria; N = Pareggio; P = Sconfitta.